# Chalamera
Chalamera est une commune d'Espagne de la province de Huesca, dans la communauté autonome d'Aragon, sur la rive droite de la Cinca et la rive gauche de l'Alcanadre, cinq kilomètres avant leur confluence.

## Géographie

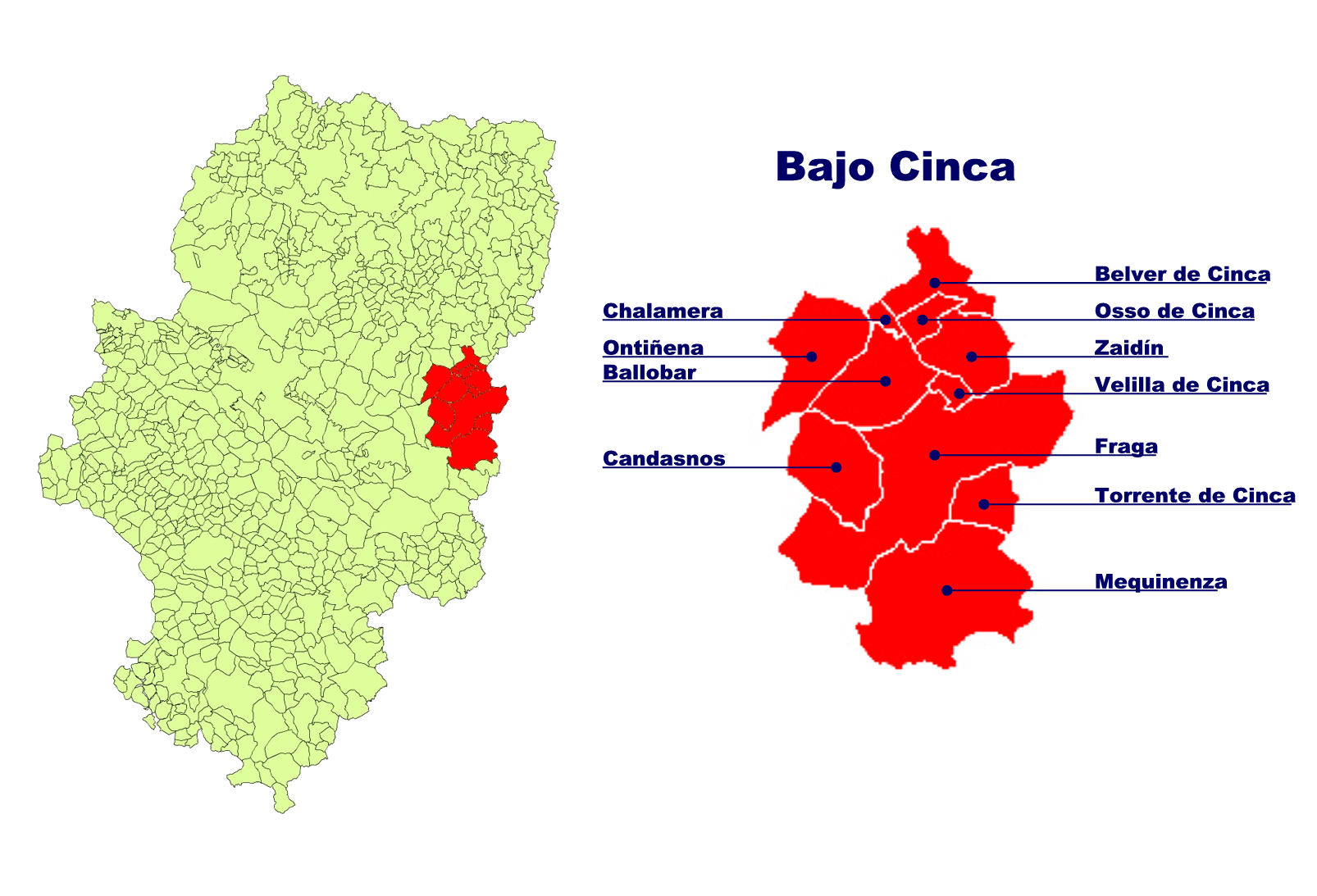
Territoire des communes en la comarque de la Bajo Cinca (zone rouge, reste de l'Aragon en vert clair)

Administrativement la localité se trouve à l'est de l'Aragon dans la comarque de la Bajo Cinca/Baix Cinca.

### Communes limitrophes
|          | Alcolea de Cinca | Belver de Cinca |
| Ontiñena | Angers           | Osso de Cinca   |
|          | Ballobar         |                 |

## Histoire
- Le territoire de la commune a abrité plusieurs établissements ibères et romains.
- En 1098 le roi Pierre Ier d'Aragon demande au pape Urbain II l'incorporation de « Calameran » à l'évêché de Roda[3].
- Elle appartient au domaine royal (realengo) de 1110 à 1146 comme l'atteste la présence de représentants du roi (tenentes)[4].

- En 1975 l'opposition des citoyens de toute la comarque de Bajo Cinca, soutenus par des organisations de tout l'Aragon, réussit à paralyser le projet d'installation de deux centrales nucléaires à Chalamera.

### Les Templiers et les Hospitaliers
Le 27 novembre 1143 Raimond-Bérenger IV de Barcelone, prince d'Aragon et Comte de Barcelone, donne Chalamera à l'ordre du Temple,. L'ermitage de Santa María, un des monuments les plus importants de la comarque de Bajo Cinca. Elle fut construite par les Templiers de Monzón vers la fin du XIIe siècle. Auparavant s'y trouvait un prieuré qui servait d'étape pour le pèlerinage de Saint-Jacques-de-Compostelle, sur l'embranchement qui partait de Catalogne en direction du monastère de Sigena. C'est un édifice roman en croix latine se terminant par des absides semi-circulaires visibles seulement de l'intérieur. La façade comprend six archivoltes en cascade et des chapiteaux illustrant des scènes bibliques. L'intérieur renferme un sarcophage wisigoth décoré de palmes et de pommes de pin.
Elle sera ensuite lors de la dévolution des biens de l'ordre du Temple aux Hospitaliers de l'ordre de Saint-Jean de Jérusalem, à qui elle appartiendra au moins jusqu'en 1785.

## Administration
| Période | Période | Identité                 | Étiquette | Qualité |
| ------- | ------- | ------------------------ | --------- | ------- |
| 1979    | 1983    | Pedro Carrera Escalona   | PP        |         |
| 1983    | 1987    | Pedro Carrera Escalona   | PP        |         |
| 1987    | 1991    | Benjamín Lapuente Bayona | PSOE      |         |
| 1991    | 1995    | Benjamín Lapuente Bayona | PSOE      |         |
| 1995    | 1999    | Martín Bayona Cebollero  | PSOE      |         |
| 1999    | 2003    | Martín Bayona Cebollero  | PSOE      |         |
| 2003    | 2007    | Martín Bayona Cebollero  | PSOE      |         |
| 2007    | 2011    | Joaquín Bayona Bayona    | PSOE      |         |
| 2011    | 2015    | Joaquín Bayona Bayona    | PSOE      |         |
| 2015    | 2019    | Palmira Zapater          | PP        |         |

## Démographie
| Évolution démographique | Évolution démographique | Évolution démographique | Évolution démographique | Évolution démographique | Évolution démographique | Évolution démographique | Évolution démographique | Évolution démographique | Évolution démographique | Évolution démographique | Évolution démographique | Évolution démographique | Évolution démographique | Évolution démographique | Évolution démographique | Évolution démographique | Évolution démographique |
| 1842                    | 1857                    | 1860                    | 1877                    | 1887                    | 1897                    | 1900                    | 1910                    | 1920                    | 1930                    | 1940                    | 1950                    | 1960                    | 1970                    | 1981                    | 1991                    | 2001                    | 2007                    |
| ----------------------- | ----------------------- | ----------------------- | ----------------------- | ----------------------- | ----------------------- | ----------------------- | ----------------------- | ----------------------- | ----------------------- | ----------------------- | ----------------------- | ----------------------- | ----------------------- | ----------------------- | ----------------------- | ----------------------- | ----------------------- |
| 204                     | ..                      | ..                      | 364                     | 368                     | 361                     | 427                     | 475                     | 493                     | 403                     | 370                     | 334                     | 280                     | 252                     | 201                     | 166                     | 156                     | 138                     |

## Patrimoine
- Château de Chalamera
- Église paroissiale dédiée à saint Martin
- Chapelle Sainte-Marie de Chalamera

## Culture et traditions
Les fêtes traditionnelles sont :
- Le 17 janvier en l'honneur de saint Antoine
- Le 25 avril en l'honneur de saint Marc, durant lequel a lieu un pèlerinage à l'ermitage
- Le 16 août en l'honneur de saint Roch
- le 11 novembre en l'honneur de saint Martin, durant lequel on célèbre les fêtes patronales

## Personnages célèbres
- Ramón J. Sender